# Izzy Bizu
Isobel Bizu Beardshaw, meglio nota come Izzy Bizu (Londra, 28 aprile 1994), è una cantautrice britannica.
La sua musica è stata classificata come Pop, Jazz, Soul e RnB. Ha un ingaggio con la casa discografica statunitense Epic Records dal 2014. Nel corso della sua carriera ha ricevuto diversi riconoscimenti tra i quali un primo posto al Glastonbury Emerging Talents Music Festival ed una candidatura al British Critics’ Choice Award. La Bizu ha suonato all'apertura dei concerti di Sam Smith, i Rudimentals e dei Coldplay nei loro tour a livello nazionale. Il suo primo album, A Moment of Madness, è stato pubblicato nel 2016 e ha raggiunto la trentaduesima posizione nella classifica della Gran Bretagna. Il singolo più celebre, intitolato White Tiger, ha riscosso molto successo su diverse piattaforme musicali, con oltre otto milioni di visualizzazioni su YouTube e più di sessanta milioni di ascolti su Spotify.

## Biografia

### Anni Giovanili
Isobel Bizu Beardhsaw è nata da padre inglese e madre etiope. Ha trascorso la sua infanzia tra l'Etiopia ed il Bahrain, dove lavorava suo padre. È cresciuta ascoltando Ella Fitzgerald, Marvin Gaye ed Amy Winehouse, e ha trasferito queste influenze nella sua musica, come lei stessa ha dichiarato in un'intervista tenuta dalla rivista di Los Angeles AXS. In età adolescenziale si è trasferita a Londra ed ha frequentato la Stanford High School nel Lincolnshire. Durante il periodo trascorso alla Stanford High School la Bizu si è avvicinata al mondo della musica. In un'intervista della Bbc racconta, "Era il direttore della scuola a suonare il piano. Spesso, finita scuola, ci vedevamo per suonare. Mi insegnava canzoni come Killing Me Softly". Alla Stanford High School la Bizu ha avuto modo di conoscere Nicole Shortland, con cui avrebbe formato il gruppo SoundGirl.

## Carriera

### 2010-2012: SoundGirl
Nel 2010, all'età di sedici anni, Isobel Bizu, Nicole Shortland (meglio nota come Little Nikki), ed un'altra ragazza del quartiere, Olivia Redmond, hanno formato il gruppo Soundgirl. Il loro singolo di debutto, I'm The Fool, ha visto anche la collaborazione del rapper britannico Twizzle. Nel 2011 la band ha pubblicato il singolo Don't Know Why. Il brano ha riscosso un successo inaspettato, posizionandosi nella classifica dei cinquanta singoli più ascoltati in Inghilterra. Nei mesi successivi le Soundgirl hanno suonato come gruppo spalla all'apertura dei concerti di cantanti più affermati come Justin Bieber e The Wanted. Nel 2012 il gruppo si è sciolto, lasciando ogni membro ad una carriera individuale da solista.

### 2013:Coolbeanz
Nel frattempo la Bizu si era iscritta al British and Irish Modern Music Institute, al quale si è laureata nel 2013. Al BIMM ha conosciuto Mika Barroux, che lei stessa ha definito "una delle sue più grandi fonti d'ispirazione". Barroux è stato il suo chitarrista ed uno dei suoi primi supporter. A febbraio del 2013 la cantante ha scoperto di avere un cugino che gestiva un locale a Londra. Il locale organizzava ogni anno una serata dal vivo dedicata a musicisti emergenti. Il contest, denominato ILuvLive, aveva in passato lanciato molti artisti, tra cui Jessie J e Maverick Sabre. La Bizu ha partecipato al concorso, stupendo la folla con una versione inedita dello standard jazz Summertime. Tra gli spettatori erano anche presenti Emeli Sande e Naughty Boy, un importante produttore discografico britannico.
Nel settembre del 2013 ha pubblicato il suo primo EP, intitolato Coolbeanz, con l'etichetta indipendente ILuvLive Records. L'E.P. ha venduto oltre 50 000 copie anche grazie al supporto del Dj e Radiofonista Zane Lowe che ha sponsorizzato l'album. Il singolo estratto di maggior successo, White Tiger, si è classificato terzo nella top cinquanta Soul/RnB di iTunes. Sempre nel 2013 la cantante è andata in tour con Sam Smith ed i Rudimentals.

### 2014: Glastonbury Festival
Nel 2014 Izzy Bizu ha partecipato al Glastonbury Emerging Talents, raggiungendo le semifinali del concorso ed ottenendo uno spazio al concerto dei finalisti, tenuto nel mese di aprile dello stesso anno al Pilton Working Men's Club. La cantante si è classificata terza al concorso ed ha ricevuto 2500£ di premio dalla fondazione PRS. Sempre nello stesso anno è stata selezionata dalla BBC per suonare dal vivo al Glastonbury Festival. Durante il festival ha avuto modo di conoscere e suonare assieme a Jamie Cullum. Dopo l'esibizione il musicista le ha chiesto di suonare all'apertura del suo concerto tenuto al Rundhouse Club, a Londra. A luglio del 2014 la cantante ha firmato con la label statunitense Epic Records, sotto-etichetta della Sony Music Entratainment.

### 2015: BBC Brit' Critics' Choice Awards
Nel 2015 la Bizu ha pubblicato i singoli Adam & Eve e Diamond. Nel settembre dello stesso anno, dopo la pubblicazione del singolo Give Me Love, ha fatto la sua prima comparsa in TV nel programma Later, presentato da Jools Holland. Alla trasmissione partecipavano anche The Maccabees, Richard Thompson, Roisin Murphy, e gli Stereophonics. A novembre del 2015 è stata nominata dalla British Critics' Choice Awards, perdendo la finale per il primo posto, vinta da Jack Garratt.

### 2016:A Moment of Madness
A marzo del 2016 Izzy Bizu ha suonato dal vivo al NCS Yes Live, a Londra. Al concerto si sono esibiti anche Tinie Tempah e Jess Glynne. A giugno dello stesso anno ha pubblicato il singolo Someone That Loves You, al quale ha collaborato anche il duetto electro-pop inglese Honne. Il 2 settembre 2016 la cantante ha pubblicato il suo primo album, A Moment of Madness. Nell'album, composto da quattordici brani, erano presenti i singoli Adam and Eve, Diamonds e Give Me Love, assieme al suo singolo di maggior successo White Tiger. L'album ha raggiunto la ventitreesima posizione nella classifica della Gran Bretagna, ricevendo tre stelle su cinque in una valutazione da parte di Caroline Sullivan per il quotidiano britannico TheGuardian. In occasione degli Europei di calcio la Bizu è stata scelta dalla Bbc per cantare una versione rieditata di La Foule, canzone scritta da Angel Cabral e cantata da Édith Piaf nel 1957. Sempre nel 2016 è stata selezionata per partecipare al Glastonbury festival per una seconda volta.

### 2017- in attività
Durante il 2017 Izzy Bizu ha lavorato con diversi artisti affermati nella scena musicale internazionale. A febbraio ha pubblicato il singolo Talking To You. Nei mesi successivi ha collaborato con il cantante Milky Chance nel singolo Bad Things, pubblicato ad aprile dello stesso anno. Il singolo ha raggiunto e superato il milione di visualizzazioni in meno di sei mesi. A partire da agosto la Bizu ha seguito i Coldplay nel loro tour degli Stati Uniti. Tra le varie tappe del tour la cantante ha suonato anche a Chicago, Toronto, Houston e Miami. A dicembre si è esibita dal vivo al Wonderfruit Festival tenuto a Pattaya, in Thailandia. Durante il concerto la cantante ha suonato assieme al rapper Roots Manuva, il disc jockey Richie Hawtin ed il gruppo britannico Wild Beasts.

## Discografia

### Coolbeanz E.P.(2013)[30]
1. Butterfly
2. High Road
3. Deep Blue Sea
4. Fool's Gold
5. Broken Man
6. White Tiger

### A Moment Of MadnessAlbum (2016)[31]
1. Diamond
2. White Tiger
3. Skinny
4. Naive Soul
5. Give me Love
6. Adam and Eve
7. Gorgeous Lost Paradise
8. Glorious
9. What makes you happy
10. Mad Behaviour
11. Circles
12. I know

### Singoli Estratti daA Moment Of Madness
1. "Adam & Eve" pubblicata: 18 maggio 2015
2. "Diamond" pubblicata: 12 giugno 2015
3. "Give Me Love" pubblicata: 24 luglio 2015
4. "White Tiger" pubblicata: 16 ottobre 2015
5. "Mad Behaviour" pubblicata: 9 febbraio 2016
6. "Lost Paradise" pubblicata: 19 agosto 2016
7. "Talking to You" pubblicata: 9 dicembre 2016